# Specizam
Specizam je propust da se, s obzirom na pripadnost vrsti ili karakteristike tipične za neku vrstu, bilo kojem svjesnom biću prida jednak obzir i poštovanje. Drugim riječima, specizam je diskriminacija na osnovi vrste. Termin je skovao britanski psiholog Richard D. Ryder 1970. kako bi ukazao na oštru moralnu razliku koju specisti povlače između ljudi i svih ostalih životinja. Ryder je u knjizi Animal Revolution: Changing Attitudes towards Speciesism (1975.) istaknuo kako pripadnost vrsti nije valjani kriterij za diskriminaciju. Poput rase ili spola, vrsta označava fizičke i druge razlike, ali ne poništava glavnu sličnost koju dijele sva svjesna bića - sposobnost osjećanja boli. 
Pojam je popularizirao australski filozof Peter Singer 1975. u knjizi Oslobođenje životinja (u Hrvatskoj objavljena 1998. godine). Poput Rydera, i Singer smatra da su sposobnost za patnju i uživanje dovoljni kriteriji da se nekom biću prizna pravo na jednako uvažavanje. Singer ne negira postojanje razlika između ljudi i drugih životinja, ali te razlike ne bi trebale biti preprekom proširenju osnovnog načela jednakosti na ne-ljudske životinje. Proširenje osnovnog načela jednakosti na druge skupine ne znači da sve skupine moraju imati potpuno ista prava. Na primjer, jer psi ne mogu sudjelovati na izborima, nema smisla za njih zahtijevati biračko pravo. Smatrati pripadnost vrsti etički relevantnom kategorijom za Singera predstavlja neutemeljenu predrasudu, ekvivalentnu rasizmu ili seksizmu, koji također uzimaju u obzir etički neutralne razlike poput rase ili spola.
Američki filozof Tom Regan tvrdi kako sve životinje imaju inherentnu vrijednost i da im ne smijemo pridavati manju važnost zbog percipiranog manjka racionalnosti, istovremeno pripisujući maloj djeci i mentalno nesposobnima veću vrijednost isključivo na temelju pripadnosti ljudskoj vrsti. Regan zagovara zakonska prava i jednak moralni obzir za sva bića koja su "subjekti života" sa sposobnošću doživljavanja. Osnovno pravo bića koja su subjekti života je pravo da nikad ne budu tretirani kao sredstva za ciljeve drugih. Slijedeći taj princip, Regan smatra da bismo trebali prestati s iskorištavanjem životinja za prehranu, eksperimentiranje, odijevanje ili zabavu.
Joan Dunayer kritizirala je Singera i Regana nazivajući njihovu teoriju prava životinja "novim specizmom" jer zagovaraju prava samo za neke ne-ljudske životinje, prvenstveno za one čije karakteristike i ponašanje najviše sliče ljudskima. Njezinim riječima, "oni životinjski svijet gledaju kroz hijerarhiju, s ljudima na vrhu". Dunayer smatra da potencijalna ljudska superiornost nad ostalim životinjama u određenim sposobnostima (npr. jezičnim ili mentalnim) ne daje čovjeku pravo na veći moralni obzir ili veću zakonsku zaštitu. Sva svjesna bića - ona koja imaju mozak - trebaju imati prava i biti ravnopravna. Dajući svjesnim bićima status pravne osobe, Dunayer smatra da bi trebalo postati nezakonito da bilo koji čovjek:
- kupuje, prodaje, razmnožava, izlaže, zatvara, uskraćuje ili muči bilo koje ne-ljudsko biće
- upotrebljava bilo koje ne-ljudsko biće u pokusu koji se ne provodi radi potencijalne vlastite koristi te individue
- prisili bilo koje ne-ljudsko biće da radi, nastupa, natječe se ili pruža bilo koju uslugu ljudima
- namjerno ubije bilo koje ne-ljudsko biće, osim radi okončanja njegove patnje koja se čini neizlječivom, radi sprječavanja njegovog parazitiranja, ozljeđivanja ili ubijanja nekog, ili radi sprječavanja nečije neminovne smrti zbog izgladnjelosti
- namjerno ozlijedi bilo koje ne-ljudsko biće, osim radi nečije obrane
- upleće se u normalne lovne i druge prirodne djelatnosti među slobodno živućim ne-ljudima
- uzima, namjerno oštećuje ili namjerno razara išta što ne-ljudi proizvode ili stvaraju unutar svojih prirodnih staništa
- namjerno razara ili radikalno mijenja bilo koje "neizgrađeno" stanište[4]

## Vanjske poveznice
- Članak "Specizam" Zorana Čiče